# Betlehem
Betlehem (hebrejsko: בית לחם‎ [Bet Lehem] = Hiša kruha, arabsko: بيت لحم [Bajt Lahm] = Hiša mesa) je mesto na ozemlju palestinske samouprave na Zahodnem bregu. Danes ima mesto okoli 30.000 prebivalcev.
Mesto je večkrat omenjeno že v Svetem pismu stare zaveze. Najbolj znano pa je mesto Betlehem po novozaveznih navedbah, da se je tu rodil Jezus Kristus.
Mesto Betlehem pogosto obiskujejo romarji, ki želijo videti Jezusov rojstni kraj. V mestu stoji tudi bazilika Kristusovega rojstva.